# Parádeisos
Parádeisos (Paradeisos) är en ort i Grekland.   Den ligger i prefekturen Nomós Kaválas och regionen Östra Makedonien och Thrakien, i den nordöstra delen av landet, 400 km norr om huvudstaden Aten. Parádeisos ligger 56 meter över havet och antalet invånare är 216.
Terrängen runt Parádeisos är varierad. Runt Parádeisos är det ganska tätbefolkat, med 129 invånare per kvadratkilometer. Närmaste större samhälle är Xánthi, 12,2 km nordost om Parádeisos. Trakten runt Parádeisos består i huvudsak av gräsmarker.